# Hypsicera obliqua
Hypsicera obliqua là một loài tò vò trong họ Ichneumonidae.